# Sfalerit
Sfalerit je sulfidni mineral kemijskog sastava (Zn,Fe)S (cinkov sulfid). Skoro uvijek sadrži primjese željeza (varijetet s visokim sadržajem željeza se naziva marmatit). Često dolazi zajedno s galenitom, piritom i drugim sulfidima. Poznat je i pod nazivom cink blenda, te "sunčani blistavac". Kristalizira se u kubičnom kristalnom sistemu i struktura je slična dijamantu. Sfalerit je glavna ruda cinka.

ZnS dolazi u izomorfnoj smjesi s FeS, metamorfozom (oksidacijom) prelazi u sulfat, bijelu galicu, i u karbonat, smitsonit.
No njegov je visoki sadržaj cinka ( oko 67 posto ) otkriven tek u 18. stoljeću. Kao mineral, sfalerit je raznih boja, a ponekad ga je teško raspoznati od minerala kao što je magnetit. Sam naziv sfalerit dolazi od grčke riječi sphaleros, a tako je nazvan zbog pomanjkanja prepoznatljivih obilježja, osim smolasta sjaja i dobro razvijena kalanja.
Sfalerit se, s galenitom i drugim sulfidnim mineralima, često javlja u hidrotermalnim žilama, iz kojih se vadi cink, uglavnom u Kini, Australiji i Kanadi. Sfalerit se javlja i u vapnencu, gdje istiskuje karbonatne minerale, pa oblikuje količine rude s magnetitom i pirotitom.
Ponekad se nađu prozirni smeđi ili zeleni kristali koji se mogu facetirati kao drago kamenje, ali odviše su mekani da bi bili od koristi kao dragulji. 